# Angriffe auf Zivilflugzeuge in Sochumi 1993
| QS Ereignisse | Dieser Artikel wurde aufgrund von inhaltlichen Verbesserungsmöglichkeiten auf der Qualitätssicherungsseite des WikiProjekts Ereignisse eingetragen. Dies geschieht, um die Qualität der Artikel aus diesem Themengebiet auf ein höheres Niveau zu bringen. Bitte hilf mit, die inhaltlichen Lücken oder Probleme dieses Artikels zu beseitigen, und beteilige dich an der Diskussion! |  |

Die Sochumi-Angriffe erfolgten 1993 im Umfeld des georgisch-abchasischen Bürgerkriegs. Dabei wurden von abchasischen Rebellen zwei Tupolew-Zivilflugzeuge der Transair Georgia und der Orbi Georgian Airways mit Raketen abgeschossen und weitere drei durch Beschuss am Boden zerstört. Bei den Angriffen starben 136 Menschen.

## 20. September
Eine Tupolew Tu-134A der Orbi Georgian Airways (Luftfahrzeugkennzeichen 4L-65809) ohne Passagiere oder Besatzung wurde auf dem Flughafen Sochumi-Babuschara am Boden durch Beschuss mit Raketen oder Feuerwaffen zerstört.

## 21. September
Eine Tupolew Tu-134 der Transair Georgia (4L-65893) auf einem Flug aus Sotschi wurde beim Anflug auf den Flughafen von Sochumi abgeschossen. Die Maschine wurde von einer Strela-2-Rakete getroffen und stürzte ins Meer. Dabei wurden alle 27 Insassen getötet, 5 Besatzungsmitglieder und 22 Passagiere.

## 22. September
Eine Tupolew Tu-154B der Orbi Georgian Airways (4L-85163) wurde auf dem Flug von Tiflis beim Anflug auf den Flughafen Sochumi von einer durch abchasische Aufständische abgefeuerten russischen Flugabwehrrakete getroffen. Bei der Notlandung und dem resultierenden Feuer wurden 108 der 132 Menschen an Bord getötet, 8 Besatzungsmitglieder und 100 Passagiere.

## 23. September
- Eine geparkte Tupolew Tu-154B-2 der Orbi Georgian Airways (4L-85359) wurde auf dem Flughafen Sochumi-Babuschara durch Mörser- oder Artilleriebeschuss zerstört.[5]

- Eine Tupolew Tu-134 der Transair Georgia (4L-65501) wurde auf dem Flughafen Sochumi am Boden zerstört.[6] Das Flugzeug wurde beim Einsteigevorgang für einen Flug nach Tiflis mit abchasischen BM-21-Grad-Raketenwerfern beschossen. Die Maschine fing Feuer und brannte aus. Ein Mensch starb.[7]